# Molnári
Molnári là một thị trấn thuộc hạt Zala, Hungary. Thị trấn này có diện tích 12,86 km², dân số năm 2010 là 706 người, mật độ 55 người/km².